# Miguel Olaortúa Laspra
Miguel Olaortúa Laspra, OSA (Bilbau, 22 de novembro de 1962— Iquitos, 1 de novembro de 2019) foi prelado espanhol da Igreja Católica Romana. Serviu como vigário apostólico de Iquitos, no Peru, de 2011 até sua morte.

## Biografia
Nasceu em Bilbau, Espanha, onde também emitiu seus votos religiosos na Ordem de Santo Agostinho, afiliando-se à Província do Santíssimo Nome de Jesus das Filipinas, em 2 de outubro de 1982.
Estudou filosofia e teologia no Seminário Maior dos Padres Agostinianos de Valladolid e na Universidade de Deusto. Fez sua profissão solene em 6 de dezembro de 1986 e foi ordenado presbítero em 7 de outubro de 1987, na Catedral de Santiago, em Bilbao, por imposição das mãos de Dom Nicolás Antonio Castellanos Franco, OSA. Foi enviado, em seguida, para a Itália, onde obteve licenciatura em ciências da educação pela Pontifícia Universidade Salesiana de Roma, em 1990.
De volta à Espanha, exerceu seu ministério presbiteral na Diocese de Bilbau e na Arquidiocese de Saragoça, além de trabalhar como coordenador do Colégio Santo Agostinho, do qual também chegou a ser diretor, prior e conselheiro provincial dos agostinianos em Saragoça.
O Papa Bento XVI nomeou-o bispo titular de Abir Maior e incumbido do Vicariato Apostólico de Iquitos, no Peru, em 2 de fevereiro de 2011. Recebeu a sagração episcopal em 16 de abril seguinte, na Igreja de São José da Montanha, em Bilbao, das mãos de arcebispo de Valladolid, Dom Ricardo Blázquez Pérez, tendo como co-consagrantes o núncio apostólico na Espanha e em Andorra, Dom Renzo Fratini, e o vigário emérito de Iquitos, Dom Frei Julián García Centeno, OSA.
Tomou posse em 22 de maio de 2011. Em agosto do mesmo ano, foi nomeado administrador apostólico do San José del Amazonas, cargo que exerceu até 1 de fevereiro de 2015, quando foi nomeado o novo bispo do vicariato vizinho.
Em janeiro de 2015, foi nomeado membro do Conselho Permanente da Conferência Episcopal do Peru, seguindo concomitantemente como membro da comissão episcopal de Liturgia. Em janeiro de 2019, também foi nomeado membro da comissão episcopal de proteção ao menor e da comissão de vida religiosa.
Dom Miguel faleceu aos 56 anos, na madrugada do Dia de Todos os Santos, enquanto dormia, em sua residência oficial, vítima de broncopneumonia. Havia poucos dias que tinha retornado de Roma, onde participou do Sínodo para Amazônia. Seu corpo foi velado na Catedral de Iquitos e aí sepultado, como determina a tradição católica, na cripta dos bispos, em 7 de novembro de 2019. Quatro dias depois, o Conselho do Vicariato de Iquitos elegeu o Pe. Miguel Fuertes Prieto, OSA, como seu administrador diocesano. Em 15 de maio de 2021, o Papa Francisco nomeou um novo vigário para Iquitos na pessoa do Frei Miguel Ángel Cadenas Cardo, OSA.